# Remleria piceicola
Remleria piceicola är en svampart som beskrevs av Raitv. 2004. Remleria piceicola ingår i släktet Remleria och familjen Hyaloscyphaceae.   Inga underarter finns listade i Catalogue of Life.